# André Steiner (Historiker)
André Steiner (* 1. Dezember 1959 in Berlin) ist ein deutscher Historiker.

## Leben und Wirken
André Steiner studierte von 1981 bis 1986 Wirtschaftsgeschichte an der Humboldt-Universität zu Berlin. Anschließend arbeitete er dort bis 1989 als wissenschaftlicher Assistent und wurde 1987 mit einer Arbeit zur Geschichte der Automatisierung in der DDR promoviert. Von 1989 bis 1992 wirkte er als wissenschaftlicher Mitarbeiter am Institut für Wirtschaftsgeschichte der Akademie der Wissenschaften Berlin und deren Nachfolgeeinrichtung. Von 1993 bis 1999 war er als wissenschaftlicher Mitarbeiter am Seminar für Wirtschafts- und Sozialgeschichte der Universität Mannheim beschäftigt. Er wurde 1997 von der Fakultät für Volkswirtschaftslehre der Universität Mannheim habilitiert und bekam die Venia Legendi im Fach Wirtschafts- und Sozialgeschichte verliehen. Steiner lehrte von 1998 bis 1999 als Vertretungsprofessor an der Ruhr-Universität Bochum. Seit 2000 ist er Projektleiter am Zentrum für Zeithistorische Forschung Potsdam (ZZF). 2001 habilitierte er sich an die Universität Potsdam um und wurde dort 2005 zum außerplanmäßigen Professor ernannt. Von 2006 bis 2013 leitete er am ZZF die Abteilung Wirtschaftliche und soziale Umbrüche im 20. Jahrhundert.
André Steiner forschte und veröffentlichte umfangreich zur Wirtschaftsgeschichte der DDR. Darüber hinaus befasste er sich mit der Wirtschaft im Nationalsozialismus und der Wirtschaftsintegration in West- und Osteuropa nach dem Zweiten Weltkrieg. Zu seinen gegenwärtigen Forschungsschwerpunkten zählen: die Wirtschaftsgeschichte der Globalisierung sowie die Wirtschafts- und Sozialgeschichte Nachkriegsdeutschlands und Osteuropas. Im Fernsehen referierte er beispielsweise zu diesen Themen beim Bayerischen Fernsehen, beim Mitteldeutschen Rundfunk. sowie bei n-tv.

## Schriften (Auswahl)
- Von Plan zu Plan. Eine Wirtschaftsgeschichte der DDR. Aktualisierte und bearbeitete Neuausgabe, Aufbau, Berlin 2007, ISBN 978-3-421-05590-3; englische Ausgabe: The Plans that Failed. An Economic History of the GDR. Berghahn Books, New York/Oxford 2010, ISBN 978-1-84545-748-8.
- Die DDR-Wirtschaftsreform der sechziger Jahre. Konflikt zwischen Effizienz- und Machtkalkül. Oldenbourg Akademieverlag, Berlin 1999, ISBN 3-05-003317-7 (Zugleich: Universität Mannheim, Habilitations-Schrift, 1997).
- (Hrsg.): Überholen ohne einzuholen. Die DDR-Wirtschaft als Fußnote der deutschen Geschichte?, Ch. Links Verlag, Berlin 2006, ISBN 978-3-86153-397-9.
- (Hrsg.): Preispolitik und Lebensstandard. Nationalsozialismus, DDR und Bundesrepublik im Vergleich, Böhlau, Köln 2006, ISBN 978-3-412-30405-8.
- Statistische Übersichten zur Sozialpolitik in Deutschland seit 1945. Band SBZ/DDR (unter Mitarbeit von Matthias Judt und Thomas Reichel). Bundesministerium für Arbeit und Soziales, Bonn 2006 (Kostenfrei als PDF verfügbar).
- mit Werner Plumpe und Ray Stokes (Hrsg.): Wirtschaftliche Integrationsprozesse in West- und Osteuropa nach dem Zweiten Weltkrieg/Economics and Integration in Western and Eastern Europe after the Second World War (= Jahrbuch für Wirtschaftsgeschichte, 2008/2), Akademie Verlag, Berlin, ISBN 978-3-05-004454-5.
- Die Planwirtschaft in der DDR. Aufstieg und Niedergang. Landeszentrale für politische Bildung Thüringen und Bundesstiftung Aufarbeitung, Erfurt 2016, ISBN 978-3-943588-71-2.
- mit Werner Plumpe (Hrsg.): Der Mythos von der postindustriellen Welt. Wirtschaftlicher Strukturwandel in Deutschland 1960 bis 1990. Wallstein Verlag, Göttingen 2016, ISBN 978-3-8353-1809-0.
- mit Louis Pahlow: Die Carl-Zeiss-Stiftung in Wiedervereinigung und Globalisierung 1989–2004. Wallstein Verlag, Göttingen 2017, ISBN 978-3-8353-3084-9.